# Ever-Frost
Ever-Frost è il quarto ed ultimo singolo della band finlandese Sentenced, estratto dall'album The Funeral Album, e pubblicato nel 2005 dalla Century Media Records.

## Tracce
1. Ever-Frost (single edit) - 3:59
2. Despair-Ridden Hearts - 3:41

## Formazione
- Ville Laihiala - voce
- Miika Tenkula - chitarra
- Sami Lopakka - chitarra
- Vesa Ranta - batteria
- Sami Kukkohovi - basso